# Dickey Betts
Dickey Betts (nascido Richard Betts, West Palm Beach, 12 de dezembro de 1943 – Osprey, 18 de abril de 2024) foi um guitarrista, compositor e cantor norte-americano. Ficou conhecido por ser um integrante fundador da The Allman Brothers Band. Foi considerado o 61.º melhor guitarrista de todos os tempos pela revista norte-americana Rolling Stone.
Em 1995, foi introduzido ao Rock and Roll Hall of Fame como um dos membros da Allman Brothers Band.
Apresentou-se com a banda The Great Southern que tem como um de seus integrantes o filho de Dickey, Duane Betts.

## Morte
Betts morreu em 18 de abril de 2024, aos oitenta anos, em Osprey devido à doença pulmonar obstrutiva crônica e a um câncer.

## Discografia
- Highway Call (1974) (como Richard Betts)
- Dickey Betts & Great Southern (1977) (como Dickey Betts & Great Southern)
- Atlanta's Burning Down (1978) (como Dickey Betts & Great Southern)
- Pattern Disruptive (1988) (como Dickey Betts Band)
- Let's Get Together (2001) (como Dickey Betts Band)
- The Collectors #1 (2002) (como Dickey Betts & Great Southern)
- Instant Live: The Odeon – Cleveland, OH 3/09/04 (2004) (como Dickey Betts & Great Southern)
- Bougainvillea's Call: The Very Best of Dickey Betts 1973-1988 (2006) (como Dickey Betts)
- The Official Bootleg (2007) (como Dickey Betts & Great Southern)
- Rockpalast: 30 Years of Southern Rock (1978–2008) (2010) (como Dickey Betts & Great Southern)
- Live at the Coffee Pot 1983 (2016) (como Betts, Hall, Leavell e Trucks)
- Live from the Lone Star Roadhouse (2018) (como Dickey Betts)
- Ramblin' Man: Live at the St. George Theatre (2019) (como Dickey Betts Band)
- Official Bootleg Vol.1 (2021) (como Dickey Betts & Great Southern)